# Golgo 13: The Professional
Pour les articles homonymes, voir Golgo 13.
Golgo 13: The Professional (ゴルゴ13) est un film d'animation japonais réalisé par Osamu Dezaki, sorti en 1983. Il est adapté du manga Golgo 13 de Takao Saitō. C'est le premier film d'animation basé sur ce manga, après deux longs métrages en prise de vues réelles dans les années 1970.

## Synopsis
Le tueur à gages Duke Togo, connu sous le pseudonyme de Golgo 13, est chargé d'assassiner Robert Dawson, le fils du riche baron du pétrole Leonard Dawson et le futur héritier des entreprises Dawson. Il fait face à la vengeance de Dawson.
Après avoir accompli sa mission, Golgo est attaqué par l'armée et découvre que son informateur a été tué par un assassin mystérieux connu sous le nom de Snake. Aidé par l'armée, le FBI et la CIA, Dawson est déterminé à tuer Golgo et venger la mort de son fils.